# Chris von Saltza
Susan Christina "Chris" von Saltza, född 13 januari 1944 i San Francisco, är en amerikansk före detta simmare.
Hon blev olympisk guldmedaljör på 400 meter frisim vid sommarspelen 1960 i Rom.